# Удимский
У́димский (неофициальное название — У́дима) — посёлок в Котласском районе Архангельской области. Входит в состав Приводинского городского поселения.

## География
Удимский находится на юго-западе Котласского района Архангельской области, на ветке Северной железной дороги «Коноша—Котлас», севернее истока реки Удима. К западу от Удимского находятся посёлки Ёрга и Ломоватка.

## История
Удимский леспромхоз был создан в 1943 году. Центром леспромхоза был посёлок Удима, возникший вблизи станции Удима Печорской железнодорожной магистрали. В 1946 году был построен первый участок Удимской узкоколейной железной дороги, расположенный вблизи посёлка Удимский. Чуть позже Удимский леспромхоз был переименован в Ерогодский, однако узкоколейная железная дорога сохранила прежнее название. В 50-х годах XX века Удимская узкоколейная железная дорога была соединена с узкоколейной железной дорогой, начальным пунктом являлся посёлок Приводино. С 2006 года посёлок Удимский входит в состав Приводинского городского поселения.

## Население
| 1959  | 1970  | 1979  | 1989  | 2002  | 2009  | 2010  |
| ----- | ----- | ----- | ----- | ----- | ----- | ----- |
| 6497  | ↗7801 | ↘6110 | ↘3473 | ↘2697 | ↘2617 | ↘2081 |
| 2012  |       |       |       |       |       |       |
| ↗2463 |       |       |       |       |       |       |